# Aquilegia fosteri
Aquilegia fosteri là một loài thực vật có hoa trong họ Mao lương. Loài này được (S.L.Welsh) S.L.Welsh mô tả khoa học đầu tiên năm 2001.